# Погулянка (Камень-Каширский район)
Погулянка (укр. Погулянка) — село в Камень-Каширской городской общине Камень-Каширского района Волынской области Украины.
До 19 июля 2020 года входило в состав Любешовского района.
Код КОАТУУ — 0723182603. Население по переписи 2001 года составляет 579 человек. Почтовый индекс — 44222. Телефонный код — 3362. Занимает площадь 0,171 км².